# 古赤道分布
古赤道分布（こせきどうぶんぷ）は、植物学者の前川文夫が提唱した植物分布の型のひとつである。隔離分布の原因を古い時代の赤道の位置と結びつけたものである。

## 概説
生物の分布にはさまざまな型があるが、普通はある程度隣接した地域にまたがって、ある程度まとまった区域になるものである。しかし、中にははるかに離れた地域に共通する生物が出現する場合もある。そのような、掛け離れた分布域を持つ場合を、隔離分布と言う。
古赤道分布は、隔離分布をする植物の分布を説明するために考えられた理論のひとつである。その例として、最も有名なのがドクウツギである。

## ドクウツギの分布
ドクウツギは日本では本州中部以北に分布する落葉性の低木で、果実が甘いが毒があることからこの名がある。特異なドクウツギ科に属し、日本ではこの科に属するのはこの種だけである。世界には約十種ある。大部分の地域では一種のみで、ニュージーランドにのみ数種がある。以下にそれを列記する。
- 日本
- 台湾
- 中国-ヒマラヤ
- フィリピン
- ニューギニア
- ニュージーランド
- チリ南部
- ボリビア・ペルー・エクアドルからメキシコ南部
- 地中海西部地域

このように、世界に広く分布しながらも、空白地域が大きい。分布のある場所は赤道をはさんで温帯域にまで広がりながらも、必ずしも赤道に沿って一定の気候帯に広がるものではなく、空白の区域が大きい。また、アジア側では赤道の北に片寄り、オセアニアからアメリカの間では赤道の南に片寄るという特徴が見られる。

## 古赤道
前川文夫はこの分布を、地球全体にわたる、やや歪んだ帯状であると見た。そうして、西シベリアで出土した新生代の果実化石をドクウツギ科のものと見なし、ヨーロッパとヒマラヤの間も埋められたとした。そうして見ると、この分布の帯を、地球を囲む大圏円と見ることができると言う。そして、地軸の時代による変化を考慮にいれると、白亜紀から第三紀の赤道の位置がこれに当たるものと考えた。ただし、現在の地図にそのままに大圏円を描くとやや南北アメリカ大陸の分布域が外れるのだが、これはそのころアメリカ大陸が今よりヨーロッパ寄りにあったためであるとして、その部分で円の軌道を北方に修正している。
その結果見られる軌道は、以下のようなものである。日本から東では台湾とフィリピン北部を通って南下し、ニューギニアを通り、ニュージーランド北部を通過、南太平洋を東に進み、チリ沖を今度は北上、ボリビア付近で南アメリカに上陸、ベネズエラへ抜ける。日本より西へは台湾からシベリアに抜け、カスピ海の北を通ってヨーロッパのフランス辺りで地中海へ出て、アフリカの北をかすめる。
そして、上記のような植物の分布が、この円に沿った部分の中で、現在も熱帯か暖帯に含まれる部分であると見なす。つまり、彼の考えるこの分布の形成過程は以下のようである。
- これらの植物は、その時代の赤道周辺に分布していた。
- やがて地軸がずれ、赤道の位置がずれた。
- 元は赤道であったが、その後寒くなり過ぎた地域ではそれらの植物は絶滅し、それ以降も温暖なままである地域のみに残った。

## 具体例
同様の分布を見せる植物としては、以下のようなものが挙げられる。
- アケビ科：東アジアとチリ
- ウィンテラ科：東南アジア、オーストラリア東岸、中央アメリカ、南アメリカ

また、ラン科アツモリソウ亜科に属するものにはアツモリソウ属が北半球の温帯に広く分布し、他の三属が東南アジア、中南米にある。前川は、これを、熱帯系の三属が古い分布を代表するもので、古赤道分布をしており、それに対してアツモリソウ属は寒冷な気候に適応して新たな分布を広げたものと考えている。
北アメリカ東部と東アジアに共通する生物がかなりの数に上る。例えばモクレン科やハエドクソウ、サネカズラ、ヤッコソウ、イワナシなどが挙げられる。これらは東アジアと北アメリカ東部にはあるが、その間の北アメリカ西部にはない。普通、この現象の説明は、それらが現在より暖かかった時代に北極周辺に分布を持っていたものとして考える。気候が寒冷化した際に、それらは南へ分布を移したが、その際に似たような気候であるアジア大陸と北アメリカ大陸のそれぞれ東岸沿いに南下したため、この両地域に似た生物が隔離分布するのだと説明する。しかし、前川によると、これも古赤道分布の一つということになる。つまり、北アメリカ東側の分布域は、北から南下したものではなく、むしろ南の古赤道沿いの地域から北上したものだ、というのである。

## 前川の進化理論
前川は単に分布の型として古赤道分布を主張した訳ではない。彼によると、赤道周辺というのは植物の進化において特に重要なのだと言う。現在も見られるが、赤道周辺の標高の高い場所は、高温や霧などによって、植物にとって必ずしも危険でないような環境の多様性が特に高く、また、一日の温度変化が激しい。そのため、多くの新しい群がこの地域で生まれたのだというのである。特に、彼は異数性などの染色体突然変異を重視し、そのような環境がそれを引き起こすものと考えていた。
たとえばホモキシロンと呼ばれる材木化石がある。これは導管があって被子植物でありながら、木部の断面の細胞の大きさがそろっており、裸子植物的特徴を持っている。この化石の出土が、やはり古赤道に沿って分布する。これを、彼は被子植物進化の重要な局面が古赤道沿いで起きた証拠と見なしている。